# Polygonum glandulosopilosum
Polygonum glandulosopilosum är en slideväxtart som beskrevs av De Wild.. Polygonum glandulosopilosum ingår i släktet trampörter, och familjen slideväxter. Inga underarter finns listade i Catalogue of Life.